# 纽伦堡保险
纽伦堡保险（德語：Nürnberger Versicherung）是一家总部设于纽伦堡的德国保险公司。该康采恩的业务遍及人寿、医疗、财产、责任、意外和机动车辆保险及金融服務领域，主要集中在德国和奥地利。其母公司“纽伦堡投资股份公司（Nürnberger Beteiligungs-Aktiengesellschaft）”是一家上市公司，并且是场外交易市场Scale的成分股之一。在福布斯评选的全球2000大上市企業名单中，纽伦堡保险的排名为第1769名（截至2017财年）。公司于2018年中期的市值约为10亿美元。